# 南条采良
南条 采良（なんじょう さら、2002年2月21日 - ）は、熊本県出身。日本の女性ダンサー、歌手。

## 経歴
2016年から2018年までダンスグループα-X’s（アクロス）に所属。
2018年7月Jump up Joyのメンバーとなるが2020年6月30日で解散。以降はソロで活動している。

## 人物
特技はダンス、ボーカル。趣味はネットショッピング。

## 出演
- いきなりフォーリンラブ（2020年1月22日 - 3月25日、AbemaTV）[2]

### 舞台
- 内田康夫生誕90周年 〜浅見光彦シリーズ〜 舞台『後鳥羽伝説殺人事件』（2024年5月4日 - 7日、渋谷区文化総合センター大和田 伝承ホール） - 石川恭子 役[3][4]
- 渡辺えり古稀記念2作連続公演『鯨よ!私の手に乗れ』『りぼん』（2025年1月8日 - 19日、本多劇場 / 1月22日、山形市民会館）[5]
- 舞台『鬼滅の刃』其ノ伍 襲撃 刀鍛冶の里（2025年4月11日 - 20日、天王洲 銀河劇場 / 4月25日 - 27日、AiiA 2.5 Theater Kobe） - アンサンブル[6]

## 音楽

### 配信シングル
- Do out（2022年2月21日）
- See you never EX（2022年3月21日）
- 足跡（2022年4月21日）
- I'm wish you（2022年5月21日）
- Lovin'time（2022年6月21日）
- PARADISE（2022年7月21日）
- Catch my Love（2022年8月21日）
- Your Hand（2022年9月21日）
- COLOR（2022年10月21日）
- RunRunRun（2022年11月21日）
- The Very Best Song（2022年12月21日）
- Sweet Summer Time（2023年2月21日）
- 君に捧げる応援歌（2024年2月21日）